# Xã Cumming, Michigan
Xã Cumming (tiếng Anh: Cumming Township) là một xã thuộc quận Ogemaw, tiểu bang Michigan, Hoa Kỳ. Năm 2010, dân số của xã này là 698 người.